# Базар-Оба
База́р-Оба́ (крим. базарна гірка) — гола куполовидна вершина с невисоким скельним поясом у Кримських горах, висота 855,3 м над р. м. Знаходиться за 1 км від західного краю Довгоруківської яйли, і за 2,5 км на захід від г. Калан-Баїр. Відрізняється від сусідніх пагорбів трохи більшою висотою та більш стрімкими схилами.
У 500 метрах від вершини — колодязь Вейрат-Чокрак. Вважається, що його вирили пастухи з села Вейрат, вода в ньому не зникає навіть у літню посуху, а у вологий період з нього тече струмок.
Від гори починається балка Шалкав (Шалков, Шелнов, Бештерецька), якою починається один з витоків річки Бештерек.